# Braunsapis ghanae
Braunsapis ghanae là một loài Hymenoptera trong họ Apidae. Loài này được Michener mô tả khoa học năm 1975.